# Nymphopsis acinacispinatus
Nymphopsis acinacispinatus är en havsspindelart som beskrevs av Williams, G. 1933. Nymphopsis acinacispinatus ingår i släktet Nymphopsis och familjen Ammotheidae. Inga underarter finns listade i Catalogue of Life.